# I Know What You Did Last Summer (serie de televisión)
I Know What You Did Last Summer es una serie de televisión web estadounidense de terror basada en la novela homónima de 1973 de Louis Duncan, que se estrenó en 2021 en Prime Video.

## Sinopsis
Un año después del fatal accidente automovilístico que obsesionó su noche de graduación, un grupo de adolescentes se encuentran unidos por un oscuro secreto y acosados por un brutal asesino. Mientras intentan reconstruir quién los persigue, revelan el lado oscuro de su ciudad aparentemente perfecta, y a ellos mismos. Todo el mundo esconde algo y descubrir el secreto equivocado podría ser mortal.

## Elenco y personajes

### Principal
- Madison Iseman como Allison Grant, la hermana gemela "buena, extraña y aburrida" de Lennon con quien tiene una leve rivalidad. Ella es parte de lo que sucedió el verano pasado.
  - Iseman también interpreta a Lennon Grant, la hermana gemela "fiestera, popular y sexual" de Allison con quien tiene una ligera rivalidad.
- Brianne Tju como Margot Gilbert, la millonaria mejor amiga de Johnny y Lennon, aunque se siente atraída por ella. Ella es parte de lo que sucedió el verano pasado.
- Ezekiel Goodman como Dylan, el interés amoroso de Allison y el mejor amigo de Riley. Es parte de lo ocurrido el verano pasado.
- Ashley Moore como Riley, traficante de drogas y mejor amiga de Dylan. Ella es parte de lo que sucedió el verano pasado.
- Sebastian Amoruso como Johnny, el mejor amigo gay de Margot que tiene una conexión especial con Allison. Es parte de lo ocurrido el verano pasado.
- Fiona Rene como Lyla, una oficial de policía que lleva a cabo la investigación de los asesinatos y está relacionada con Bruce.
- Cassie Beck como Courtney, la madre de Riley, una mujer algo violenta que trabaja en la casa de los Grant.
- Brooke Bloom como Clara, una mujer misteriosa que parece tener una conexión con la madre de las gemelas. Ella sabe lo que pasó el verano pasado.
- Bill Heck como Bruce Grant, el padre de Allison y Lennon, quien les oculta un secreto. Sabe lo que pasó el verano pasado.

### Recurrente
- Sonya Balmores como Mei Gilbert, la madre de Margot que la anima a ser influencer
- Danielle Delaunay como Hannah, la madre hippie de Dylan
- Chrissie Fit como Kelly, la exesposa de Eric

### Invitado
- Spencer Sutherland como Dale, un joven del pueblo que vio al grupo de Lennon la noche del evento.
- Duncan Kamakana como Eric, entrenador de preparatoria y el novio de Johnny.